# لكة
لُكَّة (بالإيطالية: Lucca لوكا)‏، مدينة إيطالية في الجزء الشمالي الغربي من وسط إيطاليا، ضمن إقليم توسكانا، عاصمة مقاطعة لكة، على نهر سيركيو، حيث السهل الخصب، يبلغ سكانها 85.984 نسمة. وتشتهر بكونها قد تكون أكبر المدن الإيطالية بأسوارها من القرون الوسطى لا تزال سليمة تماماً (رغم أن المدينة وسعت قديماً حدود السور الأصلي).

## السكان
في سنة 1861 بلغ عدد السكان 66٬061 نسمة، وتطور العدد ليصل في سنة 2011 لـ 87٬200 نسمة.
يظهر هذا المخطط البياني تطور النمو السكاني لـ لكة

## التاريخ

### العصور القديمة والوسطى
أسس لوكا الأتروسكان (هناك آثار لمرحلة قبلها تعود لمستوطنات ليغورية) وأصبحت مستعمرة رومانية في عام 180 قبل الميلاد. الشكل المستطيل للوسط التاريخي حفظ التخطيط الروماني للشوارع، وتحتل ساحة سان ميكيلي موقع الساحة الرومانية القديمة.

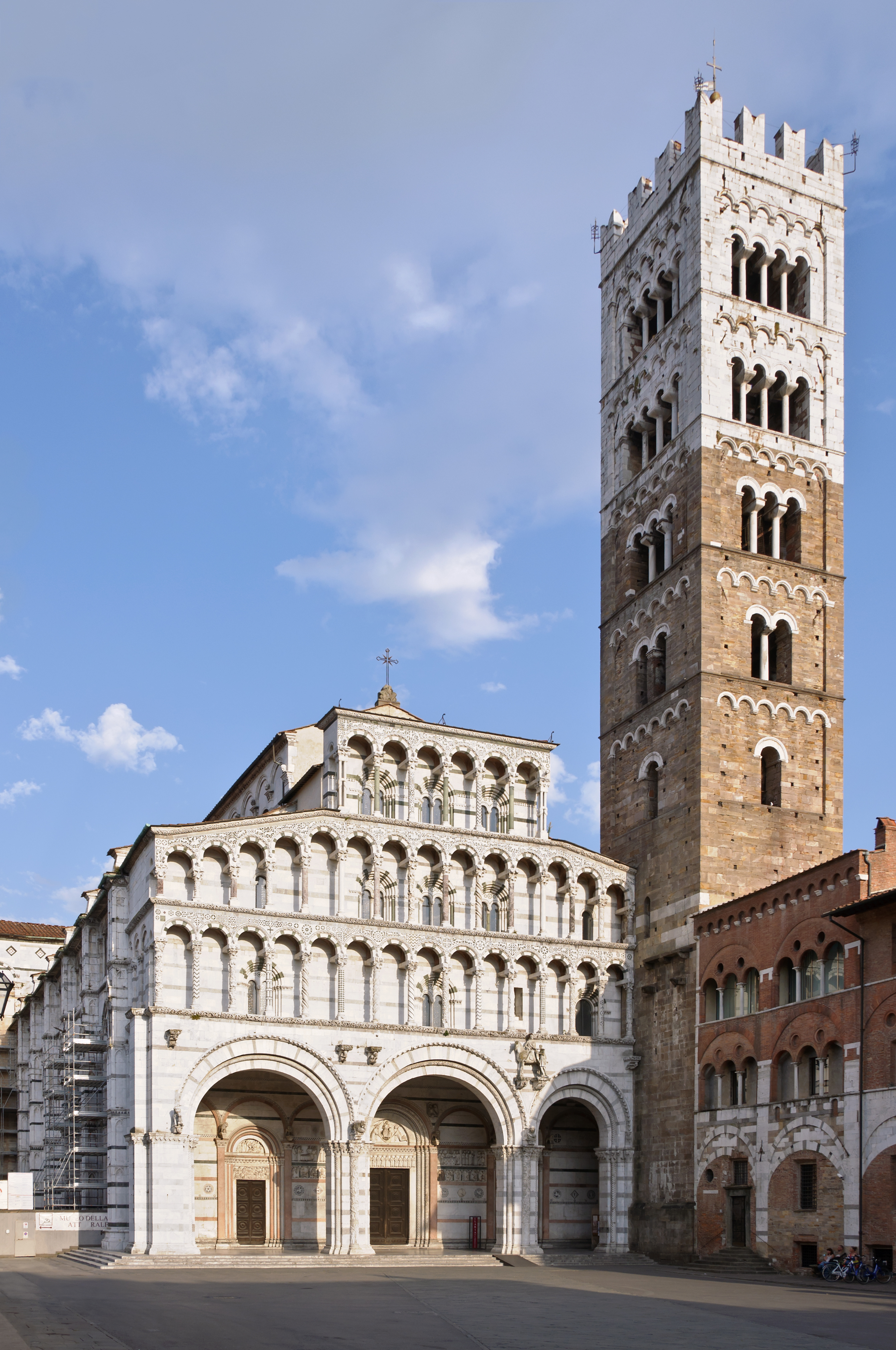
كاتدرائية سان مارتينو

كان أسقف لوكا في أوائل القرن الخامس فريديانو وهو ناسك أيرلندي. نهب لوكا من قبل أودواكر أول ملك جرماني على إيطاليا، كانت مدينة وقلعة هامة حتى في القرن السادس، لما حاصرها نارسيس الذي لمدة ثلاثة أشهر عام 553، وتحت حكم اللومبارديين كان مقرا لدوقية توشا التي سكت عملة خاصة بها.
ازدهرت من خلال تجارة الحرير التي بدأت في القرن الحادي عشر، وبدأ ينافس الحرير البيزنطي. خلال القرن العاشر والقرن الحادي عشر كانت لوكا عاصمة إقطاعية توسكانا المركيزية في، أكثر أو أقل استقلالية بسبب الولاء الاسمي للإمبراطور الرومانية المقدسة.
بعد وفاة الكونتيسة ماتيلدا، بدأت المدينة تشكل نفسها بلدية مستقلة بميثاق في عام 1160. بقيت لوكا جمهورية مستقلة لمدة تقارب 500 عاما. كان هناك العديد من المقاطعات الصغيرة في المنطقة الواقعة بين جنوب ليغوريا وشمال توسكانا تسيطر عليها عائلة مالاسبينا؛ كانت توسكانا في هذا الوقت جزءا من أوروبا الإقطاعية. تتضمن الكوميديا الالهية لدانتي إشارات عديدة إلى الأسر الإقطاعية الكبيرة ذات السلطان الواسع مع حقوق إدارية وشرعية. دانتي نفسه أمضى بعضاً من منفاه في لوكا.
حكم لوكا في عام 1273 ومرة أخرى في عام 1277 كابتن الشعب الغويلفي لوكيتو غاتيلوزيو. سمح الشقاق الداخلي في عام 1314 لكوندوتييري بيزا أوغوتشوني ديلا فاجوولا أن يجعل من نفسه كوندوتييري لوكا. ولكن اللوكيين طردوه بعد ذلك بسنتين، وسلموا مدينتهم إلى كوندوتييري آخر هو كاستروتشيو كاستراكاني، وتحت حكمه أصبحت لوكا دولة رئيسية في وسط إيطاليا. ونافست فلو رنسا حتى وفاة كاستراكاني عام 1328. ففي معركة التوباشو في 22 و23 أيلول / سبتمبر من عام 1325 هزم كاستراكاني غويلفيي فلورنسا، لهذا عينه لويس الرابع إمبراطور الرومانية المقدسة دوقا للوكا. قبر كاستراكاني يوجد في كنيسة سان فرانشيسكو. سيرته هي ثالث أشهر كتاب لمكيافيلي عن الحكم السياسي.

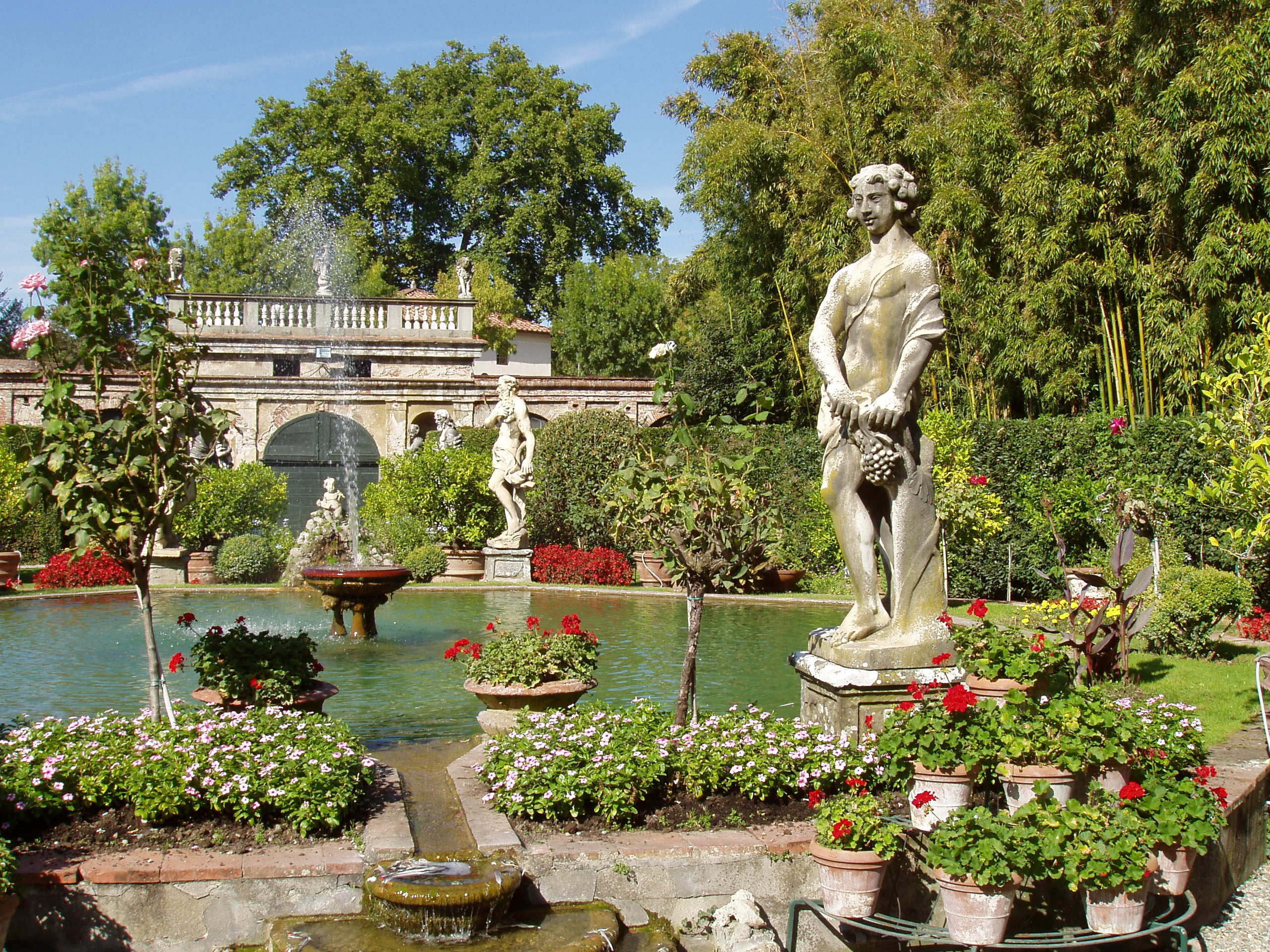
حديقة قصر فانير

في عام 1408، استضافت لوكا الدعوة إلى إنهاء الانقسام في البابوية. احتلتها قوات الإمبراطور لويس الرابع، وبيعت المدينة لثري من جنوة هو غيراردينو سبينولا، ثم استولى عليها يان ملك بوهيميا. ورهنت لدى عائلة روسي من بارما، الذين تنازلوا عنها لمارتينو ديلا سكالا من فيرونا، وبيعت لفلورنسيين واستسلمت للبيزيين، حررها اسميا الإمبراطور شارل الرابع وحكمها نائبه. أُديرت في البداية كدولة ديمقراطية، وبعد عام 1628 خضعت لحكم الأقلية، للحافظ على استقلالها على غرار البندقية وجنوة كتبوا كلمة Libertas  على رايتهم حتى الثورة الفرنسية.

### جمهورية لوكا
لوكا هي ثاني أكبر مدينة دولة إيطالية (بعد البندقية) بدستور جمهوري («بلدية»)، بقيت مستقلة على مر القرون. سيطر عليها نابليون في عام 1805، الذي وضع شقيقته إليسا بونابرت باتشوكي حاكمة بصفتها «ملكة إتروريا». خُلّدت هذه الواقعة في الجملة الأولى من رواية الحرب والسلام لتولستوي.
بعد عام 1815 أصبحت دوقية تابعة لعائلة بوربون، ثم جزءا من غراندوقية توسكانا في عام 1847، وأخيرا جزءا من الدولة الإيطالية.

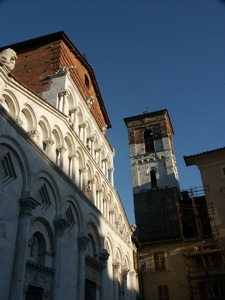
لوكا
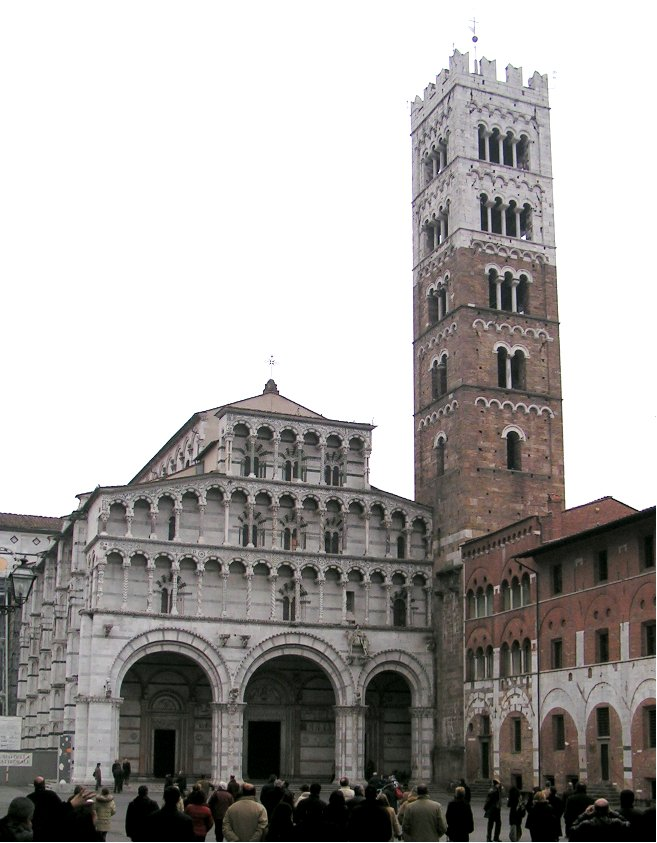
كاتدرائية سان مارتينو
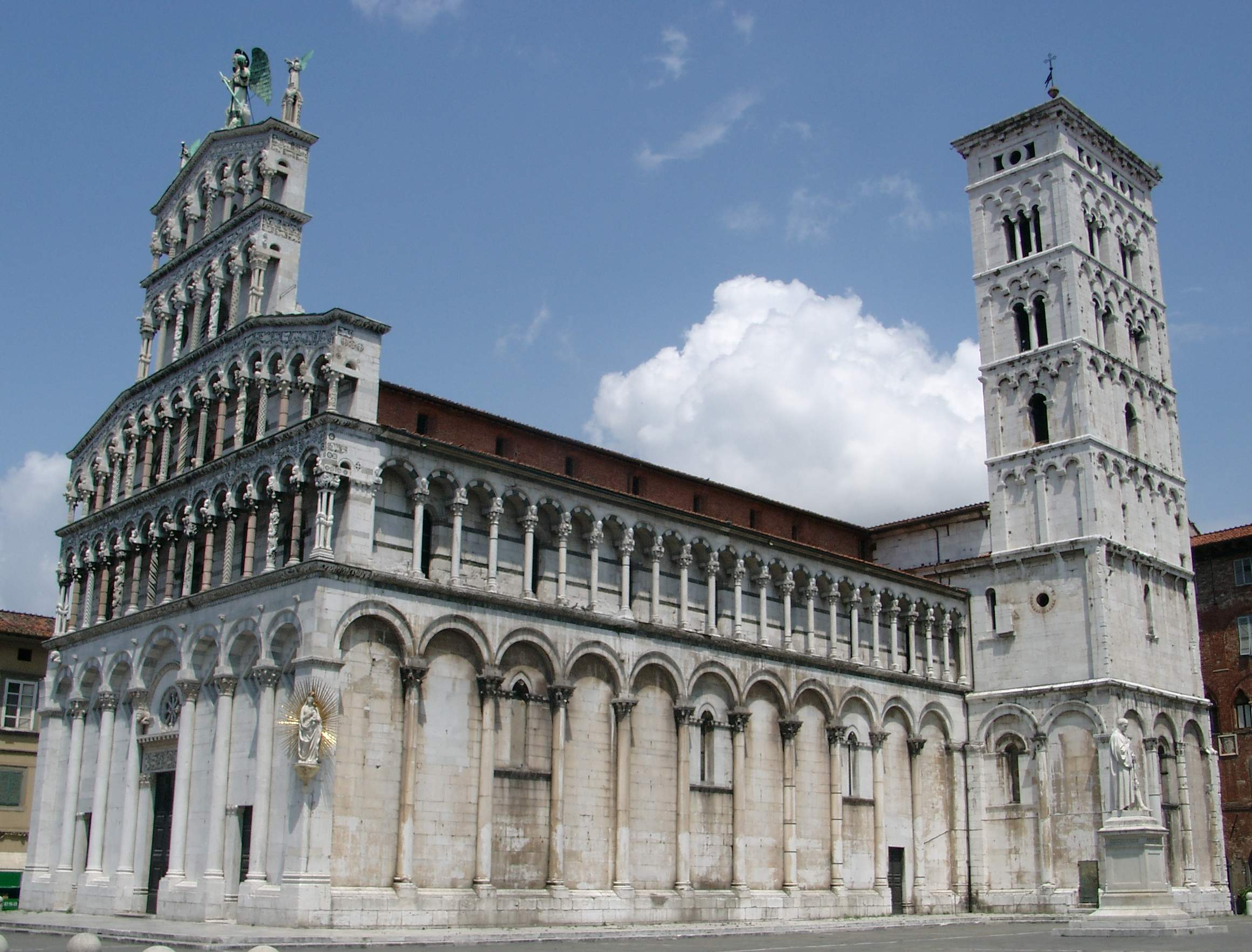
سان ميكيلي
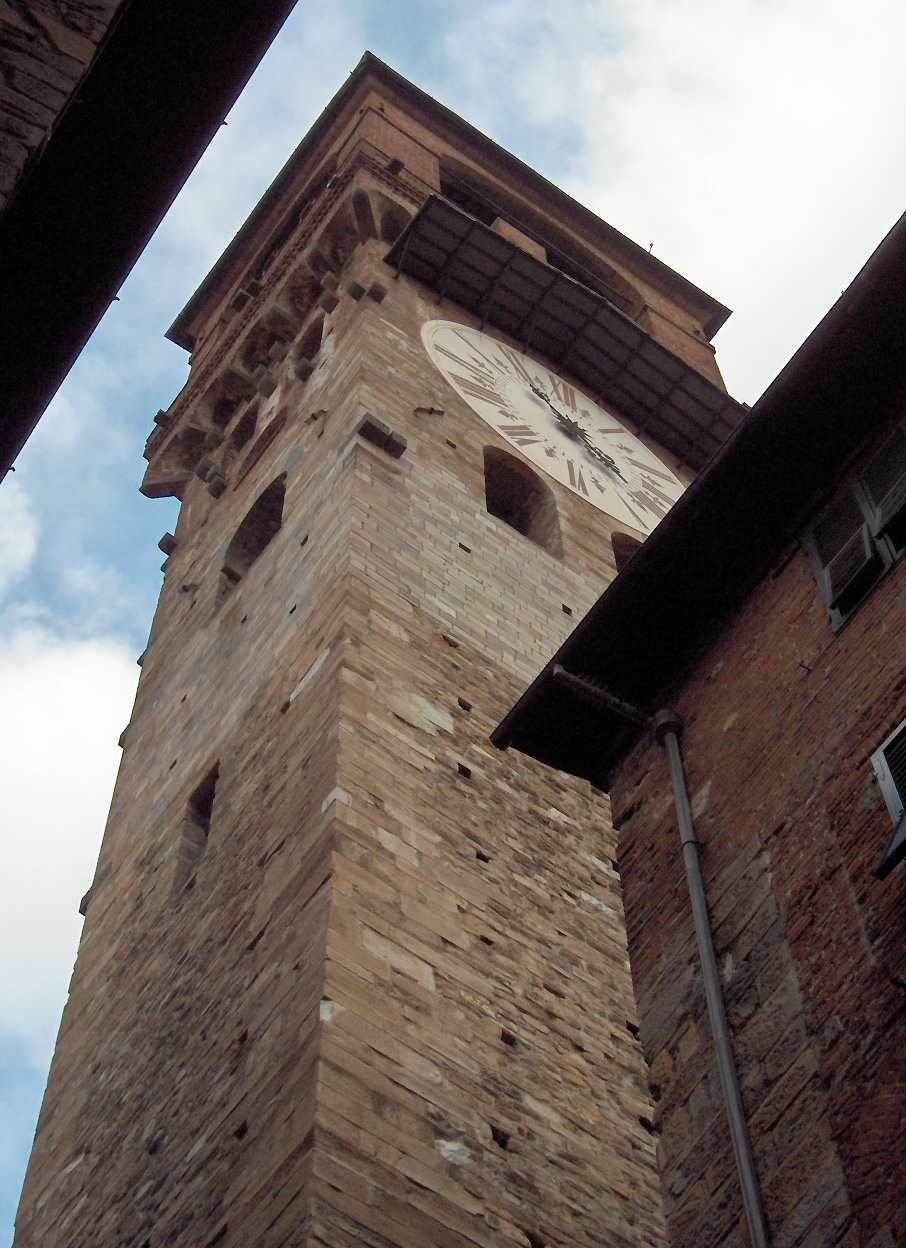
برج الساعة